# Netherne-on-the-Hill
Netherne-on-the-Hill är en by i Surrey i England. Byn är belägen 33 km 
från Guildford. Orten har 1 546 invånare (2015).